# Latina, Lazio
Latina (vechi Lattoria) este un oraș italian în regiunea Lazio, capitala provinciei cu același nume. În anul 2011 avea o populație de 115.895 locuitori. 

## Istorie

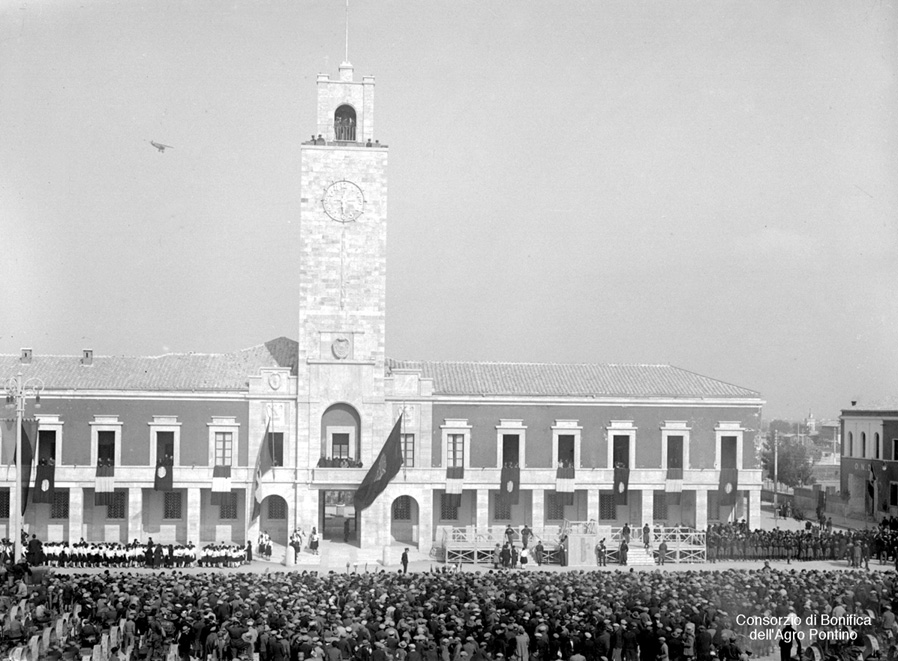
Inaugurarea oraşului Littoria, în 1932

La ordinul lui Benito Mussolini s-au secat mlaștinile de pe locurile unde se află astăzi orașul pentru a opri cazurile de holeră. În locul mlaștinilor a ridicat orașul pe care l-a numit Littoria după fascia lictorilor romani (italiană: littore). Orașul a fost fondat la 30 iunie 1932 și inaugurat la 18 decembrie în același an. Orașul a fost populat cu coloni din regiunile Friuli și Veneto care formau comunități de limbă venetă, astăzi supraviețuind doar în câteva cartiere mărginașe. Clădirile și monumentele sunt construite în stilul raționalist și au fost proiectate de arhitecți și artiști faimoși precum:  Marcello Piacentini, Angiolo Mazzoni și Duilio Cambellotti.
În 1934 a devenit capitală provincială, iar după cel de-al doilea război mondial, în 1946, a fost redenumită, numind-o Latina, nume pe care îl păstrează până azi. În timp, în oraș s-au așezat din ce în ce mai mulți oameni proveniți din zonele apropiate, respectiv regiunea Lazio, iar limba venetă și-a restrâns uzul, astăzi vorbindu-se aici un grai al dialectului romanesc.

## Demografie
Latina - evoluția demografică

|  | Graficele sunt indisponibile din cauza unor probleme tehnice. Mai multe informații se găsesc la Phabricator și la wiki-ul MediaWiki. |

Date: Recensăminte sau birourile de statistică - grafică realizată de Wikipedia

## Personalități marcante
- Elena Santarelli, actriță, moderatoare, fotomodel
- Tiziano Ferro, cântăreț